# Mane Attraction
Mane Attraction är ett album av White Lion, släppt i mars 1991. Albumet innehåller hitlåtarna "Broken Heart" och "Lights and Thunder". Alla låtar skrevs av Bratta and Tramp.

## Låtlista
1. Lights and Thunder – 8:10
2. Broken Heart – 4:09
3. Leave Me Alone – 4:26
4. Love Don't Come Easy – 4:11
5. You're All I Need – 4:29
6. It's Over – 5:19
7. Warsong – 6:59
8. She's Got Everything – 6:56
9. Till Death Do Us Part – 5:33
10. Out With the Boys – 4:35
11. Blue Monday - 4:23 (instrumental)
12. Farewell to You - 4:22

## Medverkande
- Mike Tramp         sång
- Vito Bratta        gitarr
- James LoMenzo      bas
- Greg d'Angelo      trummor

- Richie Zito    producent